# 1924年12月ドイツ国会選挙
1924年12月7日のドイツ国会選挙（独：Reichstagswahl vom 7. Dezember 1924）は、1924年12月7日に行われたドイツの国会（Reichstag、ライヒスターク）の選挙である。ヴィルヘルム・マルクス内閣(中央党、人民党、民主党、バイエルン人民党連立)が右(国家人民党)にも左(社民党)にも政権与党を広げることができなかった結果、政権運営に行き詰まり、国会勢力構成の変化を期待して行った解散総選挙である。しかし結果としては国会勢力構成に大きな変化はなかった。結局1925年1月に国家人民党を与党に加えたハンス・ルター内閣が発足することになる。

## 国会解散までの経緯
1924年5月4日の国会選挙は強硬保守野党国家人民党が大躍進し、また極右(当時非合法化されていたナチ党偽装政党)や極左(共産党)が躍進するというヴィルヘルム・マルクス内閣(中央党、人民党、民主党、バイエルン人民党の連立政権)を不安定化させる結果に終わった。
この勝利に気を良くした国家人民党は、マルクス内閣に退陣を要求し、自身が政権を担う意欲を示した。これに対してマルクス内閣は要求通り5月26日に総辞職した。政権与党のうち人民党は国家人民党を政権に加えた新内閣を創設すべきと主張したが、国家人民党は選挙戦中にドーズ案を激しく攻撃していたため、その態度を変えない限り政府に加えるのは現実的ではなかった。
結局6月2日には、第1次内閣とほとんど同じ顔ぶれの第2次マルクス内閣が成立した。その後ドーズ案関連法案が国会に提出されたが、その法案の一つが憲法改正に相当するとされて三分の二の賛成が必要になり、国家人民党の協力が不可欠となった。8月27日、フリードリヒ・エーベルト大統領は「もしドーズ案関連法案が否決された場合は国会を解散する」と宣言し、解散を恐れた国家人民党の投票が分裂した結果、ドーズ案関連法案は可決された。
マルクス首相はドーズ案関連法案採決に際して、もし国家人民党がドーズ案関連法案に賛成してくれたなら国家人民党を政府に迎え入れることを同党に約束していた。結果は分裂投票という微妙な結果だったものの、人民党は国家人民党の入閣を強く推すようになり、逆に民主党はそれに反対し、政権与党内の意見が分裂した。この政府改造議論は長引き、9月から10月にかけてほぼ2か月にわたって続けられた。その間社民党との連立交渉も進められたが、やはり各党間の合意が得られなかった。
結局10月20日の閣議でマルクス首相は政権改造議論をこれ以上続けても見込みなしと判断し、国会解散を決定した。内閣の要請を受けてエーベルト大統領は国会を解散。総選挙の日程は12月7日に定められた。

## 選挙とその後
12月7日の投開票の結果、1920年の総選挙で議席を大きく減らしていた社民党がやや党勢を回復させて131議席を獲得。国家人民党も前回より得票と議席を若干増やして103議席を獲得した。中道3党（中央党、人民党、民主党）もわずかながら得票や議席を増加させた。しかし中道3党だけでは政権が作れない構図は同じで、したがって右（国家人民党）か左（社民党）のどちらかを政権に加える必要がある状況は変わっておらず、明確な議会の変動はなかったといえる。
一方で極右と極左の得票が大きく減少し、共産党と国家社会主義自由運動（ミュンヘン一揆の失敗で禁止されていた旧ナチ党勢力とドイツ民族自由党の合同政党）が議席を大きく減らした。原則に固執して常に政府反対に回る勢力の議席が減ったわけだから、若干ながら組閣が容易になった結果ではあった。
マルクス内閣は12月15日に連立交渉に匙を投げて総辞職したが、エーベルトから組閣を命じられた財相ハンス・ルターは、右に政権を広げることを選択し、1925年1月15日に国家人民党・人民党・中央党・バイエルン人民党を与党とするルター内閣を創設することになった。

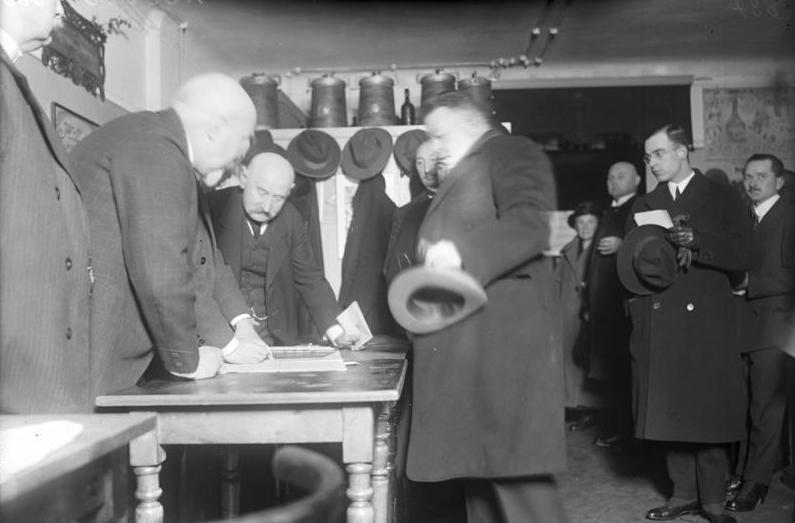
投票に臨むエーベルト大統領
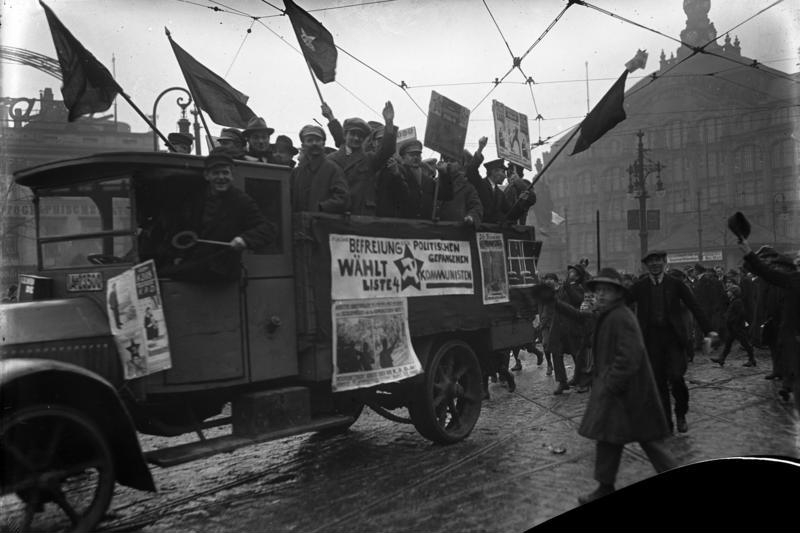
選挙活動する共産党
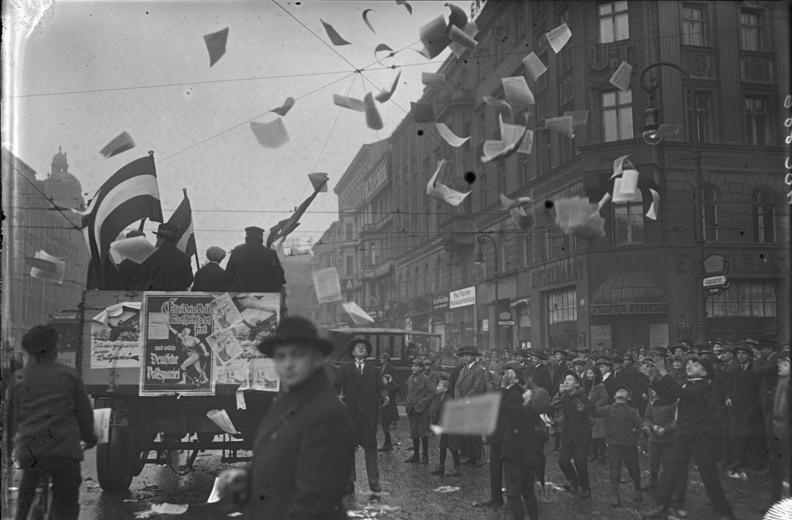
選挙活動する人民党

## 各党の得票と獲得議席
- 選挙制度は比例代表制。選挙権は20歳以上の男女。
- 投票率は78.76%（前回選挙より1.34%増加）

各選挙区の最多得票政党とその得票率

|                                                              |                                     |                                     |                                     |                                     |                                     |
| 党名                                                         | 得票                                | 得票率 (前回比)                     | 得票率 (前回比)                     | 議席数 (前回比)                     | 議席数 (前回比)                     |
| ドイツ社会民主党 (SPD)                                       | 7,881,041票                         | 26.02%                              | +5.50%                              | 131議席                             | +31                                 |
| ドイツ国家人民党 (DNVP)                                      | 6,205,802票                         | 20.49%                              | +1.04%                              | 103議席                             | +8                                  |
| 中央党 (Zentrum)                                             | 4,118,849票                         | 13.60%                              | +0.23%                              | 69議席                              | +4                                  |
| ドイツ人民党 (DVP)                                           | 3,049,064票                         | 10.07%                              | +0.87%                              | 51議席                              | +6                                  |
| ドイツ共産党 (KPD)                                           | 2,709,086票                         | 8.94%                               | -3.67%                              | 45議席                              | -17                                 |
| ドイツ民主党 (DDP)                                           | 1,919,829票                         | 6.3%                                | +0.69%                              | 32議席                              | +4                                  |
| バイエルン人民党 (BVP)                                       | 1,134,035票                         | 3.74%                               | +0.51%                              | 19議席                              | +3                                  |
| 国家社会主義自由運動 (NSFB) (ドイツ民族自由党と旧ナチ党勢力) | 907,242票                           | 3.00%                               | -3.55%                              | 14議席                              | -18                                 |
| ドイツ中産階級経済党 (WP)                                    | 692,963票                           | 2.29%                               | +0.58%                              | 12議席                              | +5                                  |
| 農村同盟                                                     | 499,383票                           | 1.65%                               | -0.31%                              | 8議席                               | -2                                  |
| バイエルン小作農・ドイツ中産階級                             | 312,442票                           | 1.03%                               | New                                 | 5議席                               | New                                 |
| ドイツ＝ハノーファー党 (DHP)                                 | 262,691票                           | 0.87%                               | -0.22%                              | 4議席                               | -1                                  |
| その他諸派                                                   | 597,665票                           | 1.97%                               |                                     | 0議席                               |                                     |
| 有効投票総数                                                 | 30,290,092票                        | 100.00%                             |                                     | 493議席                             | +21                                 |
| 無効票                                                       | 414,934票                           |                                     |                                     |                                     |                                     |
| 投票有権者/全有権者数（投票率）                              | 30,705,026人/38,987,324人（78.76%） | 30,705,026人/38,987,324人（78.76%） | 30,705,026人/38,987,324人（78.76%） | 30,705,026人/38,987,324人（78.76%） | 30,705,026人/38,987,324人（78.76%） |
| 出典：Gonschior.de                                           |                                     |                                     |                                     |                                     |                                     |

## この選挙で初当選した著名議員
- オットー・グローテヴォール（ドイツ社会民主党所属。後に東ドイツ首相。この選挙で当選した社民党議員が1925年に死亡したため代わりに当選）
- グレゴール・シュトラッサー（国家社会主義自由運動所属。ナチス左派の領袖。後に長いナイフの夜事件で粛清）